# Дритан Абазович
Дритан Абазович (на черногорски: Дритан Абазовић; на албански: Dritan Abazi; роден на 25 декември 1985 г.) е черногорски политик, министър-председател на Черна гора от 28 април 2022 г. до 31 октомври 2023 г.  Етнически албанец, той оглавява партията „Обединено действие за реформи“. Преди това е бил вицепремиер в правителството на Здравко Кривокапич от 2020 до 2022 г.

## Ранен живот, образование и кариера
Абазович е роден на 25 декември 1985 г. в Улцин, СР Черна гора, СФР Югославия (днес Черна гора). Абазович е етнически албанец. След като завършва основно и средно училище в Улцин, той завършва Факултета по политически науки на Университета в Сараево, като става носител на „Златната значка“ и „Златната харта“ на Университета в Сараево. Получава магистърска степен по международни отношения от Факултета по политически науки на Университета на Черна гора през 2008 г. През 2019 г. завършва докторска степен във Факултета по политически науки на Университета в Сараево, като защитава докторска дисертация, озаглавена „Глобална политика – етични аспекти на глобализацията“.
Работил е като гимназиален учител в Улцин, преподаващ социология на културата, комуникация и история на религията.
От 2005 до 2007 г. е асистент във Факултета по политически науки на Университета в Сараево. През 2009 г. завършва курса за изследване на мира в Университета в Осло. В същия университет завършва семинар за професионално развитие. През 2011 г. той пребивава в Съединените щати, докато участва в програмата на Държавния департамент във Вашингтон, окръг Колумбия. От 2010 до 2012 г. той е изпълнителен директор на местната радио- и телевизионна компания „Teuta“, както и на неправителствената организация „Mogul“, и двете със седалище в Улцин.
През 2010 г. той публикува първата си книга, озаглавена „Космополитна култура и глобална справедливост“.

## Политическа кариера

### Опозиция
Абазович е един от основателите на социално-либералната политическа партия „Позитивна Черна гора“ през 2012 г. На парламентарните избори в Черна гора през 2012 г. партията печели 7 от 81 места, което довежда до това, че Абазович става най-младият член на новият парламент на Черна гора. През 2014 г., след разцепление в партията, Абазович напуска „Позитивна Черна гора“, след което става независим депутат, преди да се присъедини към новосъздадената „Обединено действие за реформи“ (ОДР) през 2015 г. Понастоящем той е президент на ОДР и служи като един от нейните парламентарни представители от 2015 до 2020 г. През юни 2020 г. делегати от тридесет и осем европейски държави гласуват на XXXI конгрес за приемане на Гражданското движение на ОДР в Европейската зелена партия, което прави Гражданското движение на ОДР първата опозиционна партия в независима Черна гора, която се присъедини към семейство от европейски партии.
На 11 юли 2020 г. Гражданското движение на ОДР решава да се кандидатира самостоятелно, като представя своята лявоцентристка предизборна платформа под името „Черно и бяло“. Листата е водена от независими кандидати, включително известната журналистка и активистка Милка Тадич, няколко университетски преподаватели, журналисти, гражданско общество и неправителствени организации. Абазович е кандидат на листата, като лидер на ОДР. Избирателната листа на ОДР включва и един представител на партията на справедливостта и помирението с интереси на босненското малцинство, както и няколко незначителни местни коалиции.
Парламентарните избори в Черна гора през 2020 г. постигат първата демократична смяна на правителството в историята на страната. Изборната листа на Абазович печели четири мандата, което се оказа решаващо за свалянето на Демократическата партия на социалистите (ДПСЧГ), водена от Мило Джуканович след 30 години. Абазович, от името на ОДР, и водачите на листите „За бъдещето на Черна гора“ и „Мирът е нашата нация“, Здравко Кривокапич и Алекса Бечич , се споразумяват по време на среща относно няколко принципа, на които ще се основава бъдещото правителство, включително формирането на експертно правителство, продължение на процеса на присъединяване към Европейския съюз, борбата с корупцията и преодоляването на поляризацията на черногорското общество. Те канят партии на босненските и албанските малцинствата, желаещи да формират голямо коалиционно правителство, което в крайна сметка малцинствените партии ще откажат. След изборите интервюто на Абазович с професор Кенет Морисън е публикувано от Лондонското училище по икономика и политически науки.

### Заместник министър-председател
На 4 декември 2020 г. новият кабинет на Черна гора е избран с гласовете на 41 от 81 членове на парламента на Черна гора, а независимият политик Здравко Кривокапич става новият министър-председател на Черна гора, като Абазович е заместник министър-председател, отговарящ за сектора за сигурност координация и национална сигурност, с което официално се слага край на три десетилетия управление на ДПСЧГ в страната. Новият кабинет обещава да демонтира държавния апарат, изграден от ДПСЧГ, и да изкорени корупцията и организираната престъпност. През януари 2022 г. Абазович е назначен за член на Консултативния съвет на Института за свобода на вярата и сигурност в Европа.
На 5 януари 2021 г. Абазович разкрива, че компанията „Global Montenegro“, която е собственост на президента Мило Джуканович, има дълг от 12,45 милиона евро към държавата и че вече няма „недосегаеми“ служители. На следващия ден в Будва е заловен Брано Мичунович – строителен и казино магнат с предполагаеми връзки с организираната престъпност. Абазович поздравява полицията и Агенцията за национална сигурност за акцията. Мичунович е освободен на 8 януари, за да му бъде позволено да подготви защитата си.
След ожесточените сблъсъци, избухнали в Цетине по време на интронизацията на новия митрополит на Черна гора и крайморието Йоаникий Мичович на 5 септември 2021 г., напрежението в управляващото мнозинство избухва. На следващия ден вицепремиерът Абазович, министърът на вътрешните работи Сергей Секулович и шефът на полицията Зоран Брянин са обвинени, че са против провеждането на събитието в Цетине от няколко медии, като лидерът на Демократическия фронт (ДФ) Андрия Мандич и депутатът от Демократична Черна гора Данило Шаранович повтарят техните думи. Премиерът Здравко Кривокапич обявява вътрешно разследване на събитията, като отказа да коментира евентуалното уволнение на Секулович и Брянин. На 7 септември лидерът на ДФ Небойша Медоевич призовава двамата да подадат оставки, твърдейки, че са част от заговор, предназначен да върне ДПСЧГ на власт чрез насилствени средства. На следващия ден Абазович казава, че правителството пресича „червена линия“, предупреждавайки, че уволнението на Секулович ще доведе до това да оттегли подкрепата от правителството и да работи за свалянето му. Кабинетът на премиера Кривокапич отказва да направи изявление по въпроса, докато вътрешното разследване не приключи. На 1 ноември, след закрито заседание на Комисията за сигурност и отбрана, Абазович повтаря подкрепата си за сектора за сигурност, като казава, че те са „запазили мира, който е зоната с най-висок риск“. Министър Секулович защитава действията си и по време на първото заседание на комисията на 27 септември. Тези събития сигнализират за „началото на края“ на правителството на Кривокапич, което в крайна сметка довежда до свалянето му при вот на недоверие няколко месеца по-късно.

### Министър-председател
На 3 март 2022 г. президентът Джуканович иска от Абазович да състави ново правителство след вот на недоверие в началото на февруари срещу Кривокапич. На 28 април парламентът на Черна гора одобрява новото правителство, съставено от широка коалиция както от проевропейски, така и от просръбски партии. Абазович казва на депутатите, че основният фокус на новото правителство ще бъдат реформите, изисквани от ЕС, за да може Черна гора да поиска да ускори процеса на присъединяване към съюза, създадена от руската инвазия в Украйна. Той добавя, че приоритетите на правителството ще бъдат борбата с корупцията, по-устойчиви инвестиции и развитие, опазване на околната среда и по-добра грижа за децата и младежите.

## Личен живот
Абазович е етнически албанец и мюсюлманин. Владее свободно сърбохърватски, албански и английски език. През 2017 г. той подписва Декларацията за общия език на черногорци, хървати, сърби и бошняци.